# مايلين كلاس
مايلين أنجيلا كلاس (بالإنجليزية: Myleene Angela Klass)‏ وهي مغنية وعازفة بيانو و إعلامية و عارضة أزياء وممثلة إنجليزية بريطانية ولدت في يوم 6 أبريل 1978 في نورفك في إنجلترا في المملكة المتحدة وقد أصدرت عدة ألبومات وأغاني وهي عضوة في فرقة هير سكاي.

## روابط خارجية
- مايلين كلاس على موقع IMDb (الإنجليزية)
- مايلين كلاس على موقع ميوزك برينز (الإنجليزية)
- مايلين كلاس على موقع ديسكوغز (الإنجليزية)
- مايلين كلاس على موقع قاعدة بيانات الفيلم (الإنجليزية)